# Joanna Pilch-Kowalczyk
Joanna Izabela Pilch-Kowalczyk – polska radiolog prof. dr hab. nauk medycznych. Adiunkt Katedry Radiologii i Medycyny Nuklearnej Wydziału Lekarskiego w Katowicach Śląskiego Uniwersytetu Medycznego.

## Życiorys
23 maja 1996 obroniła pracę doktorską Taktyka postępowania radiologicznego w zmianach hypodensyjnych OUN stwierdzonych w tomografii komputerowej opracowana na podstawie materiału własnego, otrzymując stopień naukowy doktora. 24 czerwca 2010 habilitowała się na podstawie oceny dorobku naukowego i pracy zatytułowanej Prognozowanie stopnia ciężkości ostrego zapalenia trzustki (na podstawie obrazu trzustki i powikłań narządowych) w tomografii komputerowej. Pełni funkcję adiunkta Katedry Radiologii i Medycyny Nuklearnej na Wydziale Lekarskim w Katowicach Śląskiego Uniwersytetu Medycznego.
14 lutego 2023 roku otrzymała tytuł profesora nauk medycznych.

## Wybrane publikacje
- 2002: 3D reconstruction in median arcutate ligament syndrome[1]
- 2005: Melkersson-Rosenthal syndrome as a rare cause of recurrent facial nerve palsy[1]
- 2005: Guz rzekomy trzustki w obrazie USG[1]
- 2007: Rak nerkowokomórkowy w diagnostyce obrazowej[1]
- 2008: Two cases of lymphoepithelial cyst of the pancreas: first – a cyst coexisting with a primary gastric lymphoma, second – incidentally found pancreatic cyst[1]
- 2009: Wole zamostkowe w ultrasonografii[1]